# باني فاريلا
أنيلتون سيزار فاريلا دا سيلفا (من مواليد 25 فبراير 1989) المعروف أيضًا باسم باني فاريلا هو لاعب كرة قدم داخل كرة الصالات الخماسية يلعب في نادي سبورتينغ سي بي كجناح، ولد في الرأس الأخضر كما أنه يمثل البرتغال دوليًا.
في عام 2021، سجل في أهم 2 نهائيات للرياضة من حيث الأندية والمنتخبات الوطنية على التوالي: هدف واحد  في نهائي دوري أبطال أوروبا ضد برشلونة وهدفين  (الهدف الوحيد في المباراة) ) في نهائي المونديال ضد الأرجنتين، مما ساعد كلا من انتصارات فريقه في المسابقة.

### فردي
- الكرة الفضية لكأس العالم لكرة الصالات 2021
- الحذاء الفضي لكأس العالم لكرة الصالات 2021 من FIFA